# Shoot-Out 2021
Lo Shoot-Out 2021 è stato il tredicesimo evento professionistico della stagione 2020-2021 di snooker, il decimo Ranking, e la 12ª edizione di questo torneo, che si è disputato dal 4 al 7 febbraio 2021, presso la Marshall Arena di Milton Keynes, in Inghilterra.
Il campione in carica è Michael Holt, il quale è stato eliminato ai trentaduesimi di finale da Matthew Stevens.
Il torneo è stato vinto 1-0 (67-24) dal gallese Ryan Day che si aggiudica così il suo 1° Shoot-Out, il suo 2º torneo della BetVictor European Series ed il suo 3º titolo Ranking in carriera.

## Vigilia
A seguito della pandemia di COVID-19, il World Snooker Tour si è visto costretto a cancellare e posticipare eventi nel calendario, affiancando questa competizione ad altri sei tornei che hanno preso il via — senza spettatori — in questo medesimo impianto, oltre che alla Championship League, competizione che è stata giocata nella sala da ballo dello Stadium MK, struttura posta dinanzi alla Marshall Arena.
Il torneo è stato aperto a tutti i 128 giocatori del Ranking; tuttavia, 27 di questi (Judd Trump, Neil Robertson, Ronnie O'Sullivan, Kyren Wilson, Stephen Maguire, Ding Junhui, Anthony McGill, Graeme Dott, Kurt Maflin, Ali Carter, Zhao Xintong, Lu Ning, Mei Xiwen, Marco Fu, Chang Bingyu, Chen Zifan, Igor Figueiredo, Kacper Filipiak, Si Jiahui, Gao Yang, Bai Langning, Fergal O'Brien, Amine Amiri, Ashley Hugill, Alex Borg, Steve Mifsud e Stephen Hendry, Yuan Sijun) hanno dato forfait all'evento, venendo sostituiti dai dilettanti Jamie Curtis-Barrett, John Astley, Declan Lavery, Connor Benzey, Ben Fortey, Brian Ochoiski, Ian Martin, Robbie McGuigan, Dean Young, Oliver Brown, Paul Davies, Hayden Staniland, Paul Davison, Leo Fernandez, Simon Blackwell, Daniel Womersley, Haydon Pinhey, Fergal Quinn, Hamim Hussain, Michael White, Phil O'Kane, Dylan Emery, Alex Clenshaw, Ben Mertens, Kuldesh Johal, Craig Steadman e dalle giocatrici provenienti dal Women's Tour Reanne Evans e Rebecca Kenna.
Lo Shoot-Out assegnerà il quarto trofeo stagionale della BetVictor European Series 2020-2021.

## Montepremi
- Vincitore: £50000
- Finalista: £20000
- Semifinalisti: £8000
- Quarti di finale: £4000
- Ottavi di finale: £2000
- Sedicesimi di finale: £1000
- Trentaduesimi di finale: £500
- Sessantaquattresimi di finale: £250[6]
- Miglior break della competizione: £5000

## Regolamento
Nello Shoot-Out sono presenti differenti regole rispetto alla classica partita di snooker.
- Ogni incontro può durare massimo 10 minuti, la partita finisce anche se un giocatore sta realizzando un break.
- I giocatori hanno a disposizione 15 secondi per ogni tiro nei primi 5 minuti, mentre negli altri 5 il tempo si riduce a 10 secondi a tiro.
- In ogni match del torneo c'è solo un frame.
- Per determinare il giocatore che andrà al tiro d'apertura i due giocatori ne fanno entrambi uno e chi fa ritornare più velocemente la bianca indietro può decidere se tirare o lasciare l'inizio del frame all'avversario.
- Per ogni fallo l'avversario avrà a disposizione la biglia bianca in mano da posizionare in ogni parte del tavolo, senza poter ricorrere alla ripetizione del tiro o al tiro dal posto dopo il fallo.
- I giocatori devono colpire almeno una sponda del tavolo con almeno una biglia.
- Se il frame finisce in parità viene rimessa sul tavolo la biglia blu e la biglia bianca che viene riposizionata nella parte alta. Appena uno dei giocatori imbuca, l'altro è costretto ad imbucare per allungare il match e se sbaglia perderà come nel calcio. Se la biglia blu non finisce nella buca cercata ma in un'altra con un rimpallo, viene considerato comunque errore.

## Fase a eliminazione diretta
| Sessantaquattresimi di finale | Trentaduesimi di finale | Sedicesimi di finale | Ottavi di finale | Quarti di finale | Semifinali | Finale |
| ----------------------------- | ----------------------- | -------------------- | ---------------- | ---------------- | ---------- | ------ |
| Ogni match dura un frame      |                         |                      |                  |                  |            |        |

### Sessantaquattresimi di finale
| 1ª sessione      | 1ª sessione          | 1ª sessione |
| Giocatore        | Giocatore            | Risultato   |
| ---------------- | -------------------- | ----------- |
| Jamie Jones      | Michael Holt         | 1-95        |
| Steven Hallworth | Declan Lavery        | 34-42       |
| David Grace      | Hayden Staniland     | 34-10       |
| Ken Doherty      | Jamie Curtis-Barrett | 60-15       |
| Oliver Lines     | Robbie Williams      | 1-79        |
| Allan Taylor     | Jackson Page         | 51-1        |
| Rebecca Kenna    | Simon Lichtenberg    | 8-36        |
| Zhou Yuelong     | Ian Burns            | 36-35       |
| Matthew Stevens  | Fergal Quinn         | 55-53       |
| Sam Craigie      | Phil O'Kane          | 53-48       |
| Lee Walker       | Ashley Carty         | 18-33       |
| Brian Ochoiski   | Eden Sharav          | 0-72        |
| Dean Young       | Riley Parsons        | 26-32       |
| Aaron Hill       | Andy Hicks           | 1-69        |
| Liang Wenbó      | Ben Fortey           | 79-32       |
| Mark Allen       | Jimmy Robertson      | 142-0       |

| 2ª sessione       | 2ª sessione     | 2ª sessione |
| Giocatore         | Giocatore       | Risultato   |
| ----------------- | --------------- | ----------- |
| Paul Davies       | Mark Williams   | 37-58       |
| Martin O'Donnell  | Ben Woollaston  | 41-34       |
| Anthony Hamilton  | Robert Milkins  | 0-82        |
| Andrew Higginson  | Mark Joyce      | 0-86        |
| Luca Brecel       | Shaun Murphy    | 10-65       |
| Joe O'Connor      | Leo Fernandez   | 27-49       |
| Fraser Patrick    | Gerard Greene   | 16-62       |
| Michael White     | Mark King       | 30-16       |
| Billy Joe Castle  | Mark Selby      | 31-41       |
| Farakh Ajaib      | Hossein Vafaei  | 39-52       |
| Duane Jones       | Sean Maddocks   | 68-18       |
| David Gilbert     | Lei Peifan      | 27-24       |
| Stuart Carrington | Connor Benzey   | 0-43        |
| David Lilley      | Lyu Haotian     | 43-64       |
| Ian Martin        | Robbie McGuigan | 59-16       |
| Rory McLeod       | Stuart Bingham  | 54-1        |

| 3ª sessione        | 3ª sessione      | 3ª sessione |
| Giocatore          | Giocatore        | Risultato   |
| ------------------ | ---------------- | ----------- |
| Adrian Rosa        | Jimmy White      | 1-41        |
| Alex Clenshaw      | Noppon Saengkham | 19-32       |
| Iulian Boiko       | Jordan Brown     | 1-96        |
| Joshua Thomond     | Barry Pinches    | 36-41       |
| Ricky Walden       | Xiao Guodong     | 33-72       |
| Alan McManus       | Fan Zhengyi      | 21-4        |
| Craig Steadman     | Tom Ford         | 51-1        |
| Jack Lisowski      | Peter Devlin     | 14-30       |
| Hamim Hussain      | Peter Lines      | 9-7         |
| Saqib Nasir        | James Cahill     | 56-1        |
| Thepchaiya Un-Nooh | Brandon Sargeant | 96-22       |
| Nigel Bond         | Soheil Vahedi    | 31-30       |
| Tian Pengfei       | Mitchell Mann    | 12-27       |
| Joe Perry          | Paul Davison     | 43-18       |
| Luke Pinches       | Dylan Emery      | 23-43       |
| Gary Wilson        | Barry Hawkins    | 15-45       |

| 4ª sessione      | 4ª sessione           | 4ª sessione |
| Giocatore        | Giocatore             | Risultato   |
| ---------------- | --------------------- | ----------- |
| John Higgins     | Scott Donaldson       | 16-6        |
| Jak Jones        | Ben Hancorn           | 11-42       |
| Sean Harvey      | Jamie Clarke          | 54-19       |
| Ryan Day         | Matthew Selt          | 78-0        |
| Liam Highfield   | Rod Lawler            | 57-52       |
| Ben Mertens      | Zak Surety            | 44-10       |
| Luo Honghao      | Alexander Ursenbacher | 13-63       |
| Elliot Slessor   | Daniel Wells          | 62-14       |
| Daniel Womersley | Louis Heathcote       | 1-40        |
| Jamie O'Neill    | Kuldesh Johal         | 14-52       |
| Haydon Pinhey    | Mark Davis            | 34-25       |
| Sunny Akani      | Dominic Dale          | 35-18       |
| Martin Gould     | Simon Blackwell       | 35-1        |
| Jamie Wilson     | Lukas Kleckers        | 91-8        |
| Chris Wakelin    | Oliver Brown          | 41-22       |
| John Astley      | Reanne Evans          | 63-5        |

### Trentaduesimi di finale
| 1ª sessione      | 1ª sessione           | 1ª sessione |
| Giocatore        | Giocatore             | Risultato   |
| ---------------- | --------------------- | ----------- |
| John Higgins     | Thepchaiya Un-Nooh    | 0-70        |
| Robert Milkins   | Ben Mertens           | 37-0        |
| Xiao Guodong     | Robbie Williams       | 22-6        |
| Noppon Saengkham | Nigel Bond            | 46-16       |
| Jimmy White      | Gerard Greene         | 12-55       |
| Leo Fernandez    | Declan Lavery         | 32-34       |
| Martin O'Donnell | Simon Lichtenberg     | 20-6        |
| Andy Hicks       | Ian Martin            | 11-27       |
| Hossein Vafaei   | Mark Williams         | 16-41       |
| Eden Sharav      | Liang Wenbó           | 0-81        |
| Duane Jones      | Hamim Hussain         | 28-50       |
| Mark Joyce       | Alexander Ursenbacher | 20-44       |
| Mitchell Mann    | Ken Doherty           | 15-18       |
| Michael White    | Rory McLeod           | 35-34       |
| Louis Heathcote  | Sean Harvey           | 27-17       |
| Matthew Stevens  | Michael Holt          | 52-21       |

| 2ª sessione    | 2ª sessione    | 2ª sessione |
| Giocatore      | Giocatore      | Risultato   |
| -------------- | -------------- | ----------- |
| Mark Allen     | Dylan Emery    | 82-15       |
| Alan McManus   | Martin Gould   | 23-58       |
| Jamie Wilson   | Craig Steadman | 38-53       |
| Chris Wakelin  | Joe Perry      | 34-85       |
| David Gilbert  | Peter Devlin   | 25-11       |
| Lyu Haotian    | Jordan Brown   | 23-6        |
| Elliot Slessor | Sam Craigie    | 22-11       |
| Saqib Nasir    | Ben Hancorn    | 15-31       |
| Barry Pinches  | Mark Selby     | 2-16        |
| Ryan Day       | Ashley Carty   | 33-6        |
| Haydon Pinhey  | Riley Parsons  | 65-24       |
| David Grace    | Kuldesh Johal  | 46-15       |
| Zhou Yuelong   | Barry Hawkins  | 55-31       |
| Sunny Akani    | John Astley    | 47-45       |
| Liam Highfield | Connor Benzey  | 71-24       |
| Shaun Murphy   | Allan Taylor   | 9-38        |

### Sedicesimi di finale
| Giocatore        | Giocatore             | Risultato |
| ---------------- | --------------------- | --------- |
| Matthew Stevens  | Robert Milkins        | 10-74     |
| Noppon Saengkham | Ken Doherty           | 37-27     |
| Michael White    | Louis Heathcote       | 9-82      |
| Haydon Pinhey    | Lyu Haotian           | 33-37     |
| Hamim Hussain    | Thepchaiya Un-Nooh    | 0-96      |
| Joe Perry        | Gerard Greene         | 16-43     |
| Ian Martin       | Sunny Akani           | 18-15     |
| Ryan Day         | Ben Hancorn           | 75-0      |
| Xiao Guodong     | Mark Williams         | 28-29     |
| Declan Lavery    | Elliot Slessor        | 48-26     |
| Martin O'Donnell | Alexander Ursenbacher | 28-11     |
| Zhou Yuelong     | Martin Gould          | 66-12     |
| Liang Wenbó      | David Gilbert         | 7-107     |
| Allan Taylor     | Craig Steadman        | 15-46     |
| Liam Highfield   | Mark Selby            | 17-58     |
| David Grace      | Mark Allen            | 23-37     |

### Ottavi di finale
| Giocatore        | Giocatore          | Risultato |
| ---------------- | ------------------ | --------- |
| Mark Williams    | Thepchaiya Un-Nooh | 35-11     |
| Mark Selby       | Declan Lavery      | 55-9      |
| Martin O'Donnell | Ian Martin         | 26-12     |
| Noppon Saengkham | Craig Steadman     | 8-72      |
| Robert Milkins   | Lyu Haotian        | 76-16     |
| Gerard Greene    | Louis Heathcote    | 2-65      |
| Zhou Yuelong     | Ryan Day           | 37-40     |
| Mark Allen       | David Gilbert      | 1-85      |

### Quarti di finale
| Giocatore        | Giocatore      | Risultato |
| ---------------- | -------------- | --------- |
| Ryan Day         | David Gilbert  | 49-6      |
| Robert Milkins   | Mark Selby     | 21-27     |
| Louis Heathcote  | Craig Steadman | 37-47     |
| Martin O'Donnell | Mark Williams  | 13-86     |

### Semifinali
| Giocatore     | Giocatore      | Risultato |
| ------------- | -------------- | --------- |
| Mark Williams | Ryan Day       | 18-31     |
| Mark Selby    | Craig Steadman | 43-15     |

### Finale
| Giocatore | Giocatore  | Risultato |
| --------- | ---------- | --------- |
| Ryan Day  | Mark Selby | 67-24     |

## Century breaks
Durante il corso del torneo è stato realizzato un century break.
| Giocatore  | Century breaks | Miglior break |
| ---------- | -------------- | ------------- |
| Mark Allen | 1              | 142           |